# Roos van der Meijden
Elisabeth Johanna Maria (Roos) van der Meijden (1979) is een Nederlandse kunstschilder en woont en werkt in Pijnacker.

## Leven en werk
Roos van der Meijden groeide op in Delfgauw en was al op jonge leeftijd bezig met tekenen en schilderen. Na het behalen van haar middelbare school diploma startte zij in 1997 met een studie aan de Koninklijke Academie van Beeldende kunsten in Den Haag. In 2001 studeerde ze af aan de afdeling grafiek met een serie kleurenetsen van taarten.
In 2007 pakte Van der Meijden het schilderen weer op. Via landschappen en onderwerpen als water en boten, ontwikkelde langzaam het stadsgezicht zich als hoofdthema in haar schilderijen.
In 2011 werd ze bij Kunstenaar van het Jaar uitgeroepen tot talent van het jaar. In 2023 deed ze mee aan het televisieprogramma De nieuwe Vermeer.
Net als veel andere schilders binnen het hedendaags realisme, wordt Van der Meijden beïnvloed door de klassieke schilderkunst. Wel heeft ze, naar eigen zeggen, haar eigen modernere kleurgebruik en perspectief. Haar stadsgezichten hebben veel diepte en zijn met aandacht voor detail geschilderd. Lichtval, weerspiegelingen en tijd zijn terugkerende thema's in haar werk waarin stadsgezichten van Nederlandse en Europese steden een hoofdrol spelen.

## Tentoonstellingen (selectie)
2022: Galerie Bonnard, Nuenen
2019: Lang leve Rembrandt, Rijksmuseum Amsterdam
2013-2018: Miniatuurmuseum, onderdeel van het Kunstmuseum Den Haag

## Prijzen
2011: Talent van het Jaar 2011 in de verkiezing van Kunstenaar van het Jaar
2010 – 2023: Halve finalist in de Verkiezing Kunstenaar van het Jaar
2001: Allianz Grafiekprijs, 1e prijs 

## Boeken
Roos van der Meijden schreef twee boeken over schilderen. In 2015 verscheen het boek DIY Schilderen voor de beginnende schilder, in 2021 volgde het boek Stadsgezichten Schilderen. Dit laatste boek geeft een overzicht van de schilderijen van Van der Meijden en haar werkproces.
- Nederlandse Thesaurus van Auteursnamen: 392180766
- RKD-Nederlands Instituut voor Kunstgeschiedenis: 330510
- Virtual International Authority File: 317178535
- WorldCat: E39PCjvYtbM6DthhxpgQtxfpRq